# Safari rallye 1987
Safari rallye 1987 byla čtvrtou soutěží mistrovství světa v rallye 1987. Zvítězil na ní Hannu Mikkola s vozem Audi 200 Quattro.
Subaru World Rally Team zde představil nový vůz Subaru SVX Turbo. Startoval s ním Ari Vatanen. Opět se zde objevil tým Audi Sport, který nasadil vozy Audi 200 Quattro Kromě Röhrla zde startoval i Hannu Mikkola. Obhájit vítězství chtěl tým Toyota, který nasadil nový vůz Toyota Supra, který pilotoval Björn Waldegaard. 
Odpočátku vedl Waldegaard. Za ním byl Walter Röhrl s Audi. Třetí místo držel Stig Blomqvist, který startoval na voze Ford Sierra Cosworth. Po několika testech se dokonce dostal do vedení. Jeho vůz ale postihly technické problémy. Do vedení se posunul Waldegaard. Na druhé místo se posunul Mikkola. Ten vyhrál několik následujících testů a posunul se na první pozici. Waldegaarda postihlo několik defektů a musel měnit nápravu. I po dešti Mikkola hájil první pozici. Na třetím místě se držel Kenneth Eriksson s vozem Volkswagen Golf a čtvrtý byl Röhrl. Mikkola měl poruchu a na první pozici se tak vrátil Waldegaard. Tomu ale vypověděl službu motor, stejně jako Erikssonovi a oba ze soutěže odstoupili. Tým Audi Sport tak získal double. Na třetí místo se posunul Lars-Eric Torph s další Toyotou. 

## Výsledky
1. Hannu Mikkola, Hertz – Audi 200 Quattro
2. Walter Röhrl, Christian Geistdörfer – Audi 200 Quattro
3. Lars-Eric Torph, Hans Thorszelius – Toyota Supra
4. Erwin Weber, Meltz – Volkswagen Golf II GTI 16V
5. Per Eklund, Whittock – Subaru RX Turbo
6. Ulyate, Street – Toyota Supra
7. Rudi Stohl, Bertl – Audi Quattro
8. Mike Kirkland, Nixon – Nissan 200SX
9. Rauno Aaltonen, Drews – Opel Kadett GSi
10. Ari Vatanen, Tilber – Subaru SVX Turbo